# Sicienko (gmina)
Sicienko est une gmina rurale du powiat de Bydgoszcz, Couïavie-Poméranie, dans le centre-nord de la Pologne. Son siège est le village de Sicienko, qui se situe environ 17 km au nord-ouest de Bydgoszcz.
La gmina couvre une superficie de 179,46 km2 pour une population de 8 987 habitants.

## Géographie
La gmina est bordée par la ville de Bydgoszcz et les gminy de Białe Błota, Koronowo, Mrocza, Nakło nad Notecią, Osielsko et Sośno.